# Sesterț

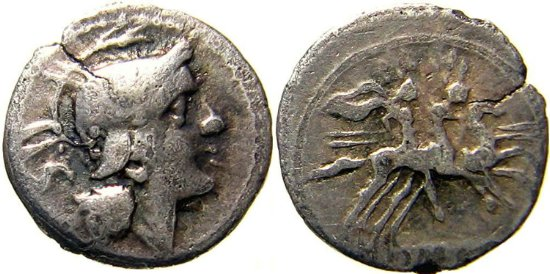
Sesterț din argint, emis după 211 î.Hr.; avers: Roma (cap cu cască, spre dreapta), marca IIS, revers: Dioscurii călare

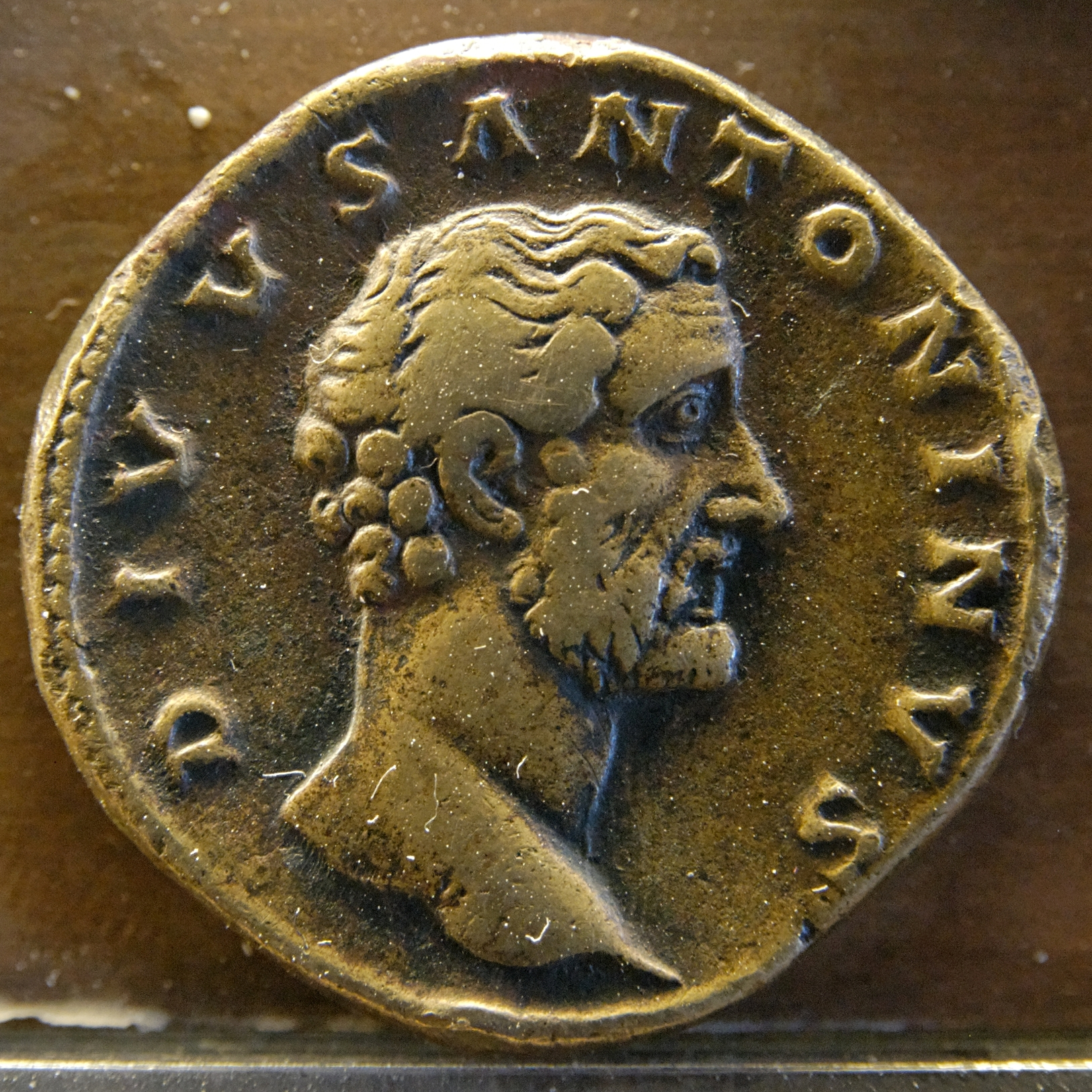
Sesterț de bronz, avers: bust, cap gol spre dreapta, DIV V S ANTONINVS, monetăria de la Lugdunum (Lyon)

Sesterț (uneori denumit și sesterțiu) (în latină sestertius, la plural sestertii) este denumirea purtată de o monedă romană, inițial de argint, mai târziu de bronz, respectiv oricalc, subdiviziune a denarului.
La început sesterțul avea o greutate de aproximativ 15 grame, dar în anii următori a devenit din ce în ce mai ușor, ajungând până la 8-9 grame. Diametrul nu a scăzut, dar piesele au fost bătute tot mai subțiri. 

## Etimologie
Numele său vine de la valoarea sa originală: inițial, această monedă valora 2 ași și jumătate, adică 1/4 dintr-un denar. Sesterț  vine de la semis tertius, (care conține două și jumătate), în total: „doi ași și jumătate de as”.
Abrevierea sa HS are aceeași origine: inițial IIS, adică II pentru doi (vezi Numerotația romană) și S, „semis”, adică „jumătate” (de as) = 2 1/2 as, cei doi I fiind barați, pentru a se ajunge la HS. De la o valoare de 2 1/2 as, sesterțiul ajunge la valoarea de 4 ași, când valoarea denarului ajunge la șaisprezece ași.

## Istorie

### Sesterțul în Republica Romană
Sub Republica Romană, este vorba de o mică monedă din argint (cea mai mică din sistemul roman, cântărind puțin peste un gram, emisă în cantitate destul de rară).
Iată un tabel cu echivalențe dintre monede romane:
| Echivalențe între monede romane |          |           |            |     |        |
|                                 | Denarius | Quinarius | Sestertius | As  | Metal  |
| Denarius (simbol X)             | 1        | 2         | 4          | 10  | Argint |
| Quinarius (simbol V sau Q)      | 1/2      | 1         | 2          | 5   | Argint |
| Sestertius (simbol IIS / HS)    | 1/4      | 1/2       | 1          | 2,5 | Argint |
| As (simbol I)                   | 1/10     | 1/5       | 2/5        | 1   | Bronz  |

Cu o valoare de 2 1/2 as, sesterțul va urca la 4 as spre anul 145 î.Hr..

### Sesterțul sub Imperiu

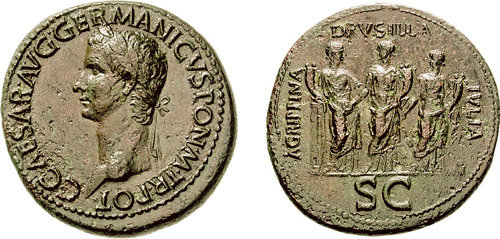
Sesterț din oricalc emis sub de Caligula (27,92 grame), Roma, AD 37-38. Avers: C CAESAR AVG GERMANICVS PON M TR POT, cap laureat spre stânga; revers: AGRIPPINA DRVSILLA IVLIA S C, cele trei surori ale lui Caligula, cu atributele lor: Securitas, Concordia și respectiv Fortuna: cu mențiunea, în exergă, SC

Începând de la Augustus (sfârșitul secolului I î.Hr.), care reorganizează întregul sistem monetar, sesterțul devine o monedă mare din „cupru galben” sau alamă cântărind 1/12 dintr-o livră romană, adică vreo 27 de grame. Acest metal, mai apreciat decât cuprul roșu, era denumit oricalc de către antici, termen căruia îi dădeau cu plăcere, prin etimologie populară, semnificația de „cupru de aur”.
Literele S C, frecvent prezente pe reversul sesterților semnifică „Senatus Consulto”, pentru a reaminti faptul că emisiunea monedelor de bronz era făcută sub controlul Senatului roman.
Sesterțul a fost emis în forma tradițională până la domnia lui Gallienus (253 - 268). Sub acest împărat, dificultățile domniei au antrenat dispariția cvasi-definitivă a soiurilor mari și mijlocii din bronz, în ciuda unei timide  tentative de restaurare sub Aurelian (270 - 275).
Astăzi, sesterții sunt căutați de colecționari pentru marele lor modul, scenele uneori spectaculoase pe care le reprezintă, și pentru patina de diferite culori care irizează suprafața lor metalică.

## Echivalențe între monede romane din timpul republicii
|            | Denarius | Sestertius | Dupondius | As    | Semis | Triens | Quadrans | Quincunx |
| ---------- | -------- | ---------- | --------- | ----- | ----- | ------ | -------- | -------- |
| Denarius   | 1        | 4          | 5         | 10    | 20    | 30     | 40       | 24       |
| Sestertius | 1/4      | 1          | 1 1/4     | 2 1/2 | 5     | 7 1/2  | 10       | 6        |
| Dupondius  | 1/5      | 4/5        | 1         | 2     | 4     | 6      | 8        | 4 4/5    |
| As         | 1/10     | 2/5        | 1/2       | 1     | 2     | 3      | 4        | 2 2/5    |
| Semis      | 1/20     | 1/5        | 1/4       | 1/2   | 1     | 1 1/2  | 2        | 1 1/5    |
| Triens     | 1/30     | 2/15       | 1/6       | 1/3   | 2/3   | 1      | 1 1/3    | 4/5      |
| Quadrans   | 1/40     | 1/10       | 1/8       | 1/4   | 1/2   | 3/4    | 1        | 3/5      |
| Quincunx   | 1/24     | 1/6        | 5/24      | 5/12  | 5/6   | 1 1/4  | 1 2/3    | 1        |

## Replici în România
În anul 2006, pentru a marca împlinirea a 1900 ani de la începerea romanizării Daciei și a latinizării spațiului carpato-dunărean, Banca Națională a României a lansat în circuitul numismatic o emisiune cu tematică daco-romană, ce cuprinde patru replici după monede romane antice, emise ulterior cuceririi Daciei de către împăratul Traian.
Una din cele patru monede este o replică după un sesterț din bronz emis de împăratul Traian între anii 112 și 114 d.Hr. și are următoarele caracteristici:
- metalul este tombac cuprat;
- forma este neregulat rotundă;
- greutatea este de 24 grame;
- diametrul este de 33 mm;

Tirajul a fost de 500 de exemplare.

#### Dicționare
- G. Guțu, Dicționar latin-român, Editura Științifică și Enciclopedică, București, 1983.
- Edoardo Martinori, La moneta - Vocabolario generale, Roma, Istituto italiano di numismatica, MCMXV (1915).
- ro  Dicționar arheologic (on-line) Arhivat în 5 februarie 2011, la Wayback Machine.

#### Lucrări generaliste
- fr  Michel Christol, Daniel Nony, Rome et son empire, des origines aux invasions barbares, Hachette, collection HU, 2003, ISBN 2011455421;
- en   Akerman John Yonge, A Manual of Roman Coins, Londres 1865. Link spre lucrare  (on-line) Arhivat în 10 martie 2007, la Wayback Machine.
- fr  Babelon Ernest, Moneta in Mémoire de l'Académie des Inscriptions et des Belles-Lettres, Paris 1913. Link spre lucrare (on-line) Arhivat în 11 martie 2007, la Wayback Machine.
- fr  Cohen Henry, Description Historique des monnaies frappées sous l'Empire Romain, deuxième édition, Paris, 1880-1892. Link spre lucrare (on-line) Arhivat în 2 iulie 2007, la Wayback Machine.
- en  Gnecchi Francesco, Roman Coins Elementary Manual, Londres 1903. Link spre lucrare (on-line) Arhivat în 11 martie 2007, la Wayback Machine.
- de  Imhoof-Blumer Friedrich, Porträtköpfe auf Römischen Münzen der Republik und der Kaiserzeit, Leipzig 1892. Link spre lucrare (on line) Arhivat în 10 martie 2007, la Wayback Machine.
- de  Konrad Klütz, Münznamen und ihre Herkunft, Wien, moneytrend Verlag, 2004. ISBN 3-9501620-3-8
- fr  Mommsen Theodor, Histoire de la monnaie romaine, traduction par Le duc de Blacas, Tome I, II, III et IV. Tome I Tome II Tome IV
- en  W.G. Sayles, Ancient Coin Collecting III: The Roman World-Politics and Propaganda, Iola, 1997

#### Lucrări specializate
- la  De Bye Jacques, Imperatorum Romanorum a Julio Caesare ad Heraclium usque Numismata Aurea, Anvers 1627. Link spre lucrare (on-line) Arhivat în 5 septembrie 2008, la Wayback Machine.
- fr  De Schodt Alphonse, Terme sur les médailles d'Octave-Auguste, in Revue belge de numismatique, Bruxelles 1883. Link spre lucrare (on-line) Arhivat în 28 septembrie 2007, la Wayback Machine.
- fr  De Witte Jean, Médailles de Bonosus, in Revue numismatique, Paris 1859. Link spre lucrare (on-line) Arhivat în 28 septembrie 2007, la Wayback Machine.
- fr  Merlin Alfred, Les revers monétaires de l'empereur Nerva, Paris 1906. Link spre lucrare (on-line) Arhivat în 28 septembrie 2007, la Wayback Machine.